# Никола Любомиров
Никола Любомиров Русев е български актьор и режисьор.

## Биография
Роден е в град Свищов на 21 септември 1944 г. Първоначално завършва Софийския университет „Св. Климент Охридски" с българска филология, а през 1974 г. и кинорежисура във ВГИК.

## Филмография
Като режисьор
- Строгият от квартал Акация (1979)
- Утрото е неповторимо (1978)
- Откъде се знаем? (1975)

Като актьор
- Тишина (1990)